# Peter Halley
Pour les articles homonymes, voir Halley.
Peter Halley  (né le 24 septembre 1953 à New York) est un peintre américain. Il fait partie du mouvement Néo-géo. Sa première exposition personnelle a lieu en 1978. De 1984 à 1987 il fonde et gère avec Ashley Bickerton, Jeff Koons et Meyer Vaisman la galerie International With Monument.
On peut retrouver ses travaux au Dallas Museum of Art, au musée Guggenheim à New York, au musée d'art moderne de San Francisco et au musée d’art contemporain de Lausanne. 